# Забелино (Пеновский район)
Забе́лино — деревня в Пеновском районе Тверской области. Центр Чайкинского сельского поселения. Население 193 человека (2009).

## География
Расположена вблизи автодороги 28Н-1237, на реке Кудь, в 2 км от её впадения в Волгу, в 10 км к северо-западу от Пено.

## История
В XIX веке Забелино являлось имением Болтов, сохранились остатки старинного парка (на берегу Куди). 10 мая 1919 года на базе имения жители деревни основали первый в Осташковском уезде колхоз «Надежда».

## Население
| 1859 | 1889 | 1997 | 2008 | 2009 | 2010 |
| ---- | ---- | ---- | ---- | ---- | ---- |
| 57   | ↘28  | ↗209 | ↘193 | →193 | ↘136 |

## Инфраструктура
В деревне имеется почтовое отделение, дом культуры, библиотека, магазин.

## Транспорт
Деревня доступна автотранспортом. Остановка общественного транспорта «Забелино».